# 2007-es Formula–1 brit nagydíj
A brit nagydíj volt a 2007-es Formula–1-es világbajnokság kilencedik futama.

## Időmérő edzés
Lewis Hamilton karrierje során harmadszorra szerezte meg a pole-pozíciót 1:19,997-es idővel, Räikkönen Fernando Alonso előtt.
| Hely | Versenyző            | Csapat/Motor       | 1. rész  | 2. rész  | 3. rész  |
| ---- | -------------------- | ------------------ | -------- | -------- | -------- |
| 1    | Lewis Hamilton       | McLaren-Mercedes   | 1:19.885 | 1:19.400 | 1:19.997 |
| 2    | Kimi Räikkönen       | Ferrari            | 1:19.753 | 1:19.252 | 1:20.099 |
| 3    | Fernando Alonso      | McLaren-Mercedes   | 1:19.330 | 1:19.152 | 1:20.147 |
| 4    | Felipe Massa         | Ferrari            | 1:19.790 | 1:19.421 | 1:20.265 |
| 5    | Robert Kubica        | BMW Sauber         | 1:20.294 | 1:20.054 | 1:20.401 |
| 6    | Ralf Schumacher      | Toyota             | 1:20.513 | 1:19.860 | 1:20.516 |
| 7    | Heikki Kovalainen    | Renault            | 1:20.570 | 1:20.077 | 1:20.721 |
| 8    | Giancarlo Fisichella | Renault            | 1:20.842 | 1:20.042 | 1:20.775 |
| 9    | Nick Heidfeld        | BMW Sauber         | 1:20.534 | 1:20.178 | 1:20.894 |
| 10   | Jarno Trulli         | Toyota             | 1:21.150 | 1:20.133 | 1:21.240 |
| 11   | Mark Webber          | Red Bull-Renault   | 1:20.583 | 1:20.235 |          |
| 12   | David Coulthard      | Red Bull-Renault   | 1:21.154 | 1:20.329 |          |
| 13   | Alexander Wurz       | Williams-Toyota    | 1:20.830 | 1:20.350 |          |
| 14   | Rubens Barrichello   | Honda              | 1:21.169 | 1:20.364 |          |
| 15   | Scott Speed          | Toro Rosso-Ferrari | 1:20.834 | 1:20.515 |          |
| 16   | Vitantonio Liuzzi    | Toro Rosso-Ferrari | 1:21.160 | 1:20.823 |          |
| 17   | Nico Rosberg         | Williams-Toyota    | 1:21.219 |          |          |
| 18   | Jenson Button        | Honda              | 1:21.335 |          |          |
| 19   | Anthony Davidson     | Super Aguri-Honda  | 1:21.448 |          |          |
| 20   | Adrian Sutil         | Spyker-Ferrari     | 1:22.019 |          |          |
| 21   | Szató Takuma         | Super Aguri-Honda  | 1:22.045 |          |          |
| 22   | Christijan Albers    | Spyker-Ferrari     | 1:22.586 |          |          |

## Futam
Massa az időmérőn negyedik lett, de a rajtnál lefulladt az autója, és a második rajtnál a boxutcából kellett nekivágnia a versenynek. Hazai versenyén Lewis Hamilton az első boxkiállásánál korán akart elindulni szerelőitől, de még időben megállt, amivel azonban némi időt veszített. A versenyt ismét Kimi Räikkönen nyerte, második lett Alonso, harmadik Hamilton. Kubica negyedik, Massa az utolsó helyről az ötödik, Heidfeld hatodik, Kovalainen hetedik és Fisichella nyolcadik lett. A hatodik helyről rajtoló Ralf Schumacher kiesett, csakúgy mint Sutil, Trulli, vagy Webber. A brit nagydíjon a Red Bull csapat a szurkolók által beküldött képeket festette pénzért az autóira. A befolyt összeget a Wings for life nevű jótékony célú alapítványának adományozta.
A leggyorsabb Kimié lett 1:20,638-as köridővel.
Räikkönen győzelmével újabb 4 pontot hozott az éllovas Lewis Hamiltonon.
| Helyezés | Rajtszám | Versenyző            | Csapat/Motor       | Futott körök | Idő/Kiesés oka | Rajthely | Pontszám |
| -------- | -------- | -------------------- | ------------------ | ------------ | -------------- | -------- | -------- |
| 1        | 6        | Kimi Räikkönen       | Ferrari            | 59           | 1:21:43.074    | 2        | 10       |
| 2        | 1        | Fernando Alonso      | McLaren-Mercedes   | 59           | +2.459         | 3        | 8        |
| 3        | 2        | Lewis Hamilton       | McLaren-Mercedes   | 59           | +39.373        | 1        | 6        |
| 4        | 10       | Robert Kubica        | BMW Sauber         | 59           | +53.319        | 5        | 5        |
| 5        | 5        | Felipe Massa         | Ferrari            | 59           | +54.063        | 4†       | 4        |
| 6        | 9        | Nick Heidfeld        | BMW Sauber         | 59           | +56.336        | 9        | 3        |
| 7        | 4        | Heikki Kovalainen    | Renault            | 58           | +1 Kör         | 7        | 2        |
| 8        | 3        | Giancarlo Fisichella | Renault            | 58           | +1 Kör         | 8        | 1        |
| 9        | 8        | Rubens Barrichello   | Honda              | 58           | +1 Kör         | 14       |          |
| 10       | 7        | Jenson Button        | Honda              | 58           | +1 Kör         | 18       |          |
| 11       | 14       | David Coulthard      | Red Bull-Renault   | 58           | +1 Kör         | 12       |          |
| 12       | 16       | Nico Rosberg         | Williams-Toyota    | 58           | +1 Kör         | 17       |          |
| 13       | 17       | Alexander Wurz       | Williams-Toyota    | 58           | +1 Kör         | 13       |          |
| 14       | 22       | Szató Takuma         | Super Aguri-Honda  | 57           | +2 Kör         | 21†      |          |
| 15       | 21       | Christijan Albers    | Spyker-Ferrari     | 57           | +2 Kör         | 22       |          |
| 16       | 18       | Vitantonio Liuzzi    | Toro Rosso-Ferrari | 53           | Váltó          | 16       |          |
| Kiesett  | 12       | Jarno Trulli         | Toyota             | 43           | Baleset        | 10       |          |
| Kiesett  | 23       | Anthony Davidson     | Super Aguri-Honda  | 35           | Mechanika      | 19       |          |
| Kiesett  | 19       | Scott Speed          | Toro Rosso-Ferrari | 29           | Baleset        | 15       |          |
| Kiesett  | 11       | Ralf Schumacher      | Toyota             | 22           | Mechanika      | 6        |          |
| Kiesett  | 20       | Adrian Sutil         | Spyker-Ferrari     | 16           | Motorhiba      | 20       |          |
| Kiesett  | 15       | Mark Webber          | Red Bull-Renault   | 8            | Hidraulika     | 11       |          |

## A világbajnokság élmezőnyének állása a futam után
| H  | Versenyzők           | Pont | H  | Konstruktőrök     | Pont |
| -- | -------------------- | ---- | -- | ----------------- | ---- |
| 1  | Lewis Hamilton       | 70   | 1  | McLaren-Mercedes  | 128  |
| 2  | Fernando Alonso      | 58   | 2  | Ferrari           | 103  |
| 3  | Kimi Räikkönen       | 52   | 3  | BMW Sauber        | 56   |
| 4  | Felipe Massa         | 51   | 4  | Renault           | 27   |
| 5  | Nick Heidfeld        | 33   | 5  | Williams-Toyota   | 13   |
| 6  | Robert Kubica        | 22   | 6  | Toyota            | 9    |
| 7  | Giancarlo Fisichella | 17   | 7  | Red Bull-Renault  | 6    |
| 8  | Heikki Kovalainen    | 14   | 8  | Super Aguri-Honda | 4    |
| 9  | Alexander Wurz       | 8    | 9  | Honda             | 1    |
| 10 | Jarno Trulli         | 7    | 10 |                   |      |
| 11 | Nico Rosberg         | 5    | 11 |                   |      |

## Statisztikák
Vezető helyen:
- Lewis Hamilton: 15 (1-15)
- Kimi Räikkönen: 24 (16-17 / 38-59)
- Fernando Alonso: 20 (18-37)

Kimi Räikkönen 12. győzelme, 14. leggyorsabb köre, Lewis Hamilton 3. pole-pozíciója.
- Ferrari 197. győzelme.

Christijan Albers utolsó versenye.